# Leichtathletik-Weltmeisterschaften 2013/Teilnehmer (Armenien)
| Gelbes Symbol für Goldmedaillen mit stilisierten Olympischen Ringen | Graues Symbol für Silbermedaillen mit stilisierten Olympischen Ringen | Braundes Symbol für Bronzemedaillen mit stilisierten Olympischen Ringen |
| ------------------------------------------------------------------- | --------------------------------------------------------------------- | ----------------------------------------------------------------------- |
| —                                                                   | —                                                                     | —                                                                       |

Der Leichtathletik-Verband Armeniens stellte eine Teilnehmerin bei den Leichtathletik-Weltmeisterschaften 2013 in der russischen Hauptstadt Moskau.

## Ergebnisse

### Frauen

#### Laufdisziplinen
| Athlet           | Disziplin    | Vorlauf    | Vorlauf | Halbfinale         | Halbfinale         | Finale             | Finale             |
| Athlet           | Disziplin    | Zeit       | Platz   | Zeit               | Platz              | Zeit               | Platz              |
| ---------------- | ------------ | ---------- | ------- | ------------------ | ------------------ | ------------------ | ------------------ |
| Amalja Scharojan | 400 m Hürden | 57,97 s NR | 26      | nicht qualifiziert | nicht qualifiziert | nicht qualifiziert | nicht qualifiziert |